# Groupe Spinelli
Pour les articles homonymes, voir Spinelli.

Logotype du Groupe Spinelli

Le Groupe Spinelli est une initiative pro-européenne destinée à relancer la recherche d'un fédéralisme au sein de l'Union européenne. Il se concrétise dans la mise en place d'un réseau de citoyens, laboratoires d'idées, ONG, universitaires, écrivains et politiciens qui soutiennent l'idée d'une Europe fédérale et unie. Le groupe se donne entre autres pour but de « trouver une majorité au sein du Parlement européen sur des sujets importants ». 

## Histoire
Fondé le 15 septembre 2010 au Parlement européen (à Bruxelles), il tire son nom de celui d'Altiero Spinelli (1907 - 1986), fondateur de l'Union des fédéralistes européens et père fondateur de l'Union européenne.
Le groupe est fondé, avec le soutien de l'Union des fédéralistes européens, par : 
- Guy Verhofstadt, Président du groupe Alliance des démocrates et des libéraux pour l'Europe au Parlement et président d'honneur de l'Union des Fédéralistes européens en Belgique,
- Daniel Cohn-Bendit (député européen, coprésident du groupe Verts/ALE),
- Sylvie Goulard (groupe ALDE), ancienne présidente et actuelle vice-présidente du Mouvement européen-France, membre du Mouvement démocrate.
- Isabelle Durant (Verts/ALE),  ancienne vice-premier ministre belge.

## Les mouvements fédéralistes
Antérieurement au Groupe Spinelli, d'autres initiatives destinées à rassembler les partisans d'un fédéralisme Européen ont été lancées au sein du Parlement Européen. Le 9 juillet 1980 le Club Crocodile, groupe de parlementaires européens, est fondé par Altiero Spinelli lui-même. En 1999, le député européen Jo Leinen et l'UEF, initient la reconnaissance officielle d’un Intergroupe pour une constitution européenne.  Cet intergroupe continue d'exister même s'il n'est plus officiellement reconnu par le Parlement européen.

## Manifeste
Le groupe a publié un manifeste en ligne (voir liens externes) qui fait référence au Manifeste de Ventotene écrit par Spinelli, et appelle les membres du Parlement Européen aussi bien que les citoyens d'Europe à signer et à ajouter leur nom à la liste de ceux qui se battent contre le nationalisme et l'intergouvernementalisme. En soutenant les buts et principes du manifeste, les signataires témoignent de leur volonté d'accélérer le processus d'intégration européenne et de promouvoir une Europe fédérale.

## Membres actuels
Le comité de pilotage constitue le noyau dur du Groupe Spinelli, composé de 33 membres mélangeant parlementaires européens, responsables politiques et universitaires. L'un des membres fondateurs, Tommaso Padoa-Schioppa, un des pères fondateurs de l'Euro, est décédé à la fin 2010.
Au Parlement européen le groupe est structuré en MEP Spinelli Group, regroupant tous les députés qui ont rejoint le manifeste en ligne, ils sont actuellement environ 100 membres. En dehors du Parlement européen, le réseau Spinelli comprend tous les autres citoyens qui ont signé un manifeste en ligne. Actuellement ce réseau comprend environ 2 500 personnes (mai 2011).
Composition du comité de pilotage au 30 mars 2010
| Membre                | Pays              | Parti politique européen | Fonctions                                                                             |
| --------------------- | ----------------- | ------------------------ | ------------------------------------------------------------------------------------- |
| Jacques Delors        | France            | PSE                      | ancien Président de la Commission européenne, Président du Think Tank Notre Europe    |
| Mario Monti           | Italie            |                          | ancien Commissaire européen                                                           |
| Joschka Fischer       | Allemagne         | PVE                      | ancien ministre allemand des Affaires étrangères                                      |
| Pat Cox               | Irlande           | ELDR                     | ancien Président du Parlement européen, Président du Mouvement européen-International |
| Róża Thun             | Pologne           | PPE                      | Députée européenne.                                                                   |
| Kalypso Nicolaidis    | Grèce, France     |                          | Directrice des études du Centre d'études européennes à l'Université d'Oxford          |
| Danuta Hübner         | Pologne           | PPE                      | Députée européenne, ancienne Commissaire européenne                                   |
| Gesine Schwan         | Allemagne         | PSE                      | Présidente de la "Humboldt-Viadrina School of Governance"                             |
| Élie Barnavi          | Israël            |                          | Historien, ancien ambassadeur d'Israël en France                                      |
| Jean-Marc Ferry       | France            |                          | Philosophe, (Université libre de Bruxelles)                                           |
| Ulrich Beck           | Allemagne         |                          | Sociologue (London School of Economics and Political Science)                         |
| Amartya Sen           | Inde              |                          | Économiste et philosophe, Prix Nobel d'économie 1998                                  |
| Andrew Duff           | Royaume-Uni       | ELDR                     | Député européen, Président de l'UEF                                                   |
| Elmar Brok            | Allemagne         | PPE                      | Député européen                                                                       |
| Tibor Dessewfy        | Hongrie           |                          | Sociologue (Université Loránd Eötvös),                                                |
| Sandro Gozi           | Italie            | PSE                      | parlementaire italien, Vice-Président du Mouvement fédéraliste européen italien.      |
| Pawel Swieboda        | Pologne           |                          | Journaliste et conseiller politique                                                   |
| Kurt Vandenberghe     | Belgique          |                          | Commission européenne                                                                 |
| Gaëtane Ricard-Nihoul | Belgique          |                          | Conseiller politique, secrétaire générale de Notre Europe                             |
| Ánna Triandafyllídou  | Grèce             |                          | Sociologue (Institut universitaire européen de Florence)                              |
| Diogo Pinto           | Portugal          |                          | Secrétaire général du Mouvement européen-international                                |
| Heather Grabbe        | Royaume-Uni       |                          | Conseillère politique, Open Society Institute.                                        |
| Imola Streho          | Hongrie           |                          | Juriste (Sciences Po)                                                                 |
| Alina Roxana Girbea   | Roumanie          |                          | Journaliste                                                                           |
| Guy Verhofstadt       | Belgique          | ELDR                     | Député européen, Président du groupe ALDE                                             |
| Daniel Cohn-Bendit    | France, Allemagne | PVE                      | Député européen, coprésident du groupe Verts/ALE                                      |
| Sylvie Goulard        | France            | Parti démocrate européen | Membre du Parlement européen, Vice-présidente du Mouvement européen-France            |
| Isabelle Durant       | Belgique          | PVE                      | Députée européenne, vice-présidente du Parlement européen.                            |
| Sergio Cofferati      | Italie            |                          | Député européen (groupe S&D)                                                          |
| Koert Debeuf          | Belgique          | ELDR                     | Chef de cabinet de Guy Verhofstadt                                                    |
| Edouard Gaudot        | France            | PVE                      | Conseiller du groupe Verts/ALE au Parlement européen                                  |
| Guillaume McLaughlin  | Royaume-Uni       | ELDR                     | Conseiller du groupe ALDE au Parlement européen                                       |
| Mychelle Rieu         | France            | PVE                      | Conseiller politique du groupe Verts/ALE au Parlement européen                        |

## Positionnement
Le Groupe Spinelli, entend défendre une approche proeuropéenne respectant la méthode communautaire initiée par les pères fondateurs de l'Europe. Le groupe se positionne contre la tendance qu'auraient les États membres à recourir à l'intergouvernementalisme dans le processus de décision.
Au Parlement européen, le Groupe Spinelli tente de structurer des majorités sur des textes renforçant la méthode communautaire. Des réunions entre députés signataires du manifeste sont organisés à Strasbourg à cet effet.
Le Groupe Spinelli organise des tables rondes ouvertes au public, et propose une fois par an une rencontre avec l'ensemble des signataires.
Le Comité de pilotage du groupe se réunit en Conseil européen « fantôme » à la veille des Conseils européens et, en fonction de l'agenda de ce dernier, avance des propositions qui « promeuvent des solutions fondées sur l’intérêt de l’ensemble de l’Union européenne et de ses citoyens ».